# Кокуёв, Семён Сергеевич
Семён Серге́евич Кокуёв (род. 2 января 1987, Череповец, Вологодская область) — российский хоккеист, нападающий.

## Карьера
Воспитанник череповецкой школы хоккея. В течение четырёх сезонов выступал в первой лиге чемпионата России в составе «Северстали-2». За 86 игра набрал 81 очко (44+37). Вызывался в основную команду «Северстали» (74 игры в Суперлиге, 7+5 очков по системе «гол+пас»).
Следующий сезон провел в Белгороде, выступая за местный «Белгород», игравший в высшей лиге. Отыграв 26 игр, забил 9 шайб и сделал 9 голевых передач. В плей-офф не набрал ни одного результативного балла за три матча.
С сезона 2008/2009 выступал на правах аренды за «Липецк». Проведя два сезона в этой команде, забил 30 шайб и отметился 38 передачами. В плей-офф в 8 играх 2+1. После успешного сезона в «Липецке» проходил просмотр в новокузнецком «Металлурге», но пройти в состав команды не смог.
Сезон 2010/11 Семён начал в составе «Ермака», но, не проявив себя в шести играх, перешёл в «Кристалл». За время выступления в Саратове выходил на лед 80 раз, забросив 32 шайбы и отдав 36 передач. В январе 2011 года признан лучшим игроком недели в ВХЛ.
В сезоне 2011/2012 перешёл в карагандинский клуб «Сарыарка». Сыграл 83 матча, набрал 48 (26+22) очков. В плей-офф 2012/2013 сыграл 21 игру 6 раз забросив и 9 раз ассистировал партнерам. Финалист ВХЛ.
В июне 2013 года подписал контракт с челябинским «Трактором», перейдя в команду вслед за партнёром Дмитрием Цыбиным.
1 мая 2016 года подписал двухлетний контракт с московским «Динамо».